# Villalgordo del Marquesado (kommunhuvudort)
Villalgordo del Marquesado är en kommunhuvudort i Spanien.   Den ligger i provinsen Provincia de Cuenca och regionen Kastilien-La Mancha, i den centrala delen av landet, 130 km sydost om huvudstaden Madrid. Villalgordo del Marquesado ligger 869 meter över havet och antalet invånare är 114.
Terrängen runt Villalgordo del Marquesado är lite kuperad, och sluttar västerut. Runt Villalgordo del Marquesado är det mycket glesbefolkat, med 4 invånare per kvadratkilometer. Närmaste större samhälle är La Alberca de Záncara, 18,7 km söder om Villalgordo del Marquesado. Trakten runt Villalgordo del Marquesado består till största delen av jordbruksmark.